# Focke-Wulf Nr. 238
De Fw 238 is een project voor een langeafstandsbommenwerper dat werd ontwikkeld door de Duitse vliegtuigbouwer Focke Wulf.

## Ontwikkeling
Het project stond ook bekend als Focke Wulf-tekeningnummer 03.10206.20. Het project werd opgestart voor dezelfde specificatie als waarvoor de Ta 400 en Junkers Ju 390 werden ontwikkeld. De specificatie werd opgezet voor een langeafstandsbommenwerper met vier motoren, een bommenlading van 5.000 kg en een actieradius van 15.000 km.
Het toestel werd geheel van hout vervaardigd. Het toestel was voorzien van een vierkante romp. Er werd gebruikgemaakt van vier BMW 803-motoren die waren voorzien van contraroterende propellers. De staartsectie was voorzien van twee richtingsroeren. Er ontstond zo ook een vrij schootsveld voor de twee op afstand bediende rugkoepels, die waren voorzien van twee 20mm-MG151/20-kanonnen. In de romponderkant waren ook twee geschutskoepels van dezelfde configuratie aangebracht. Onder de romp kon nog een gondel worden aangebracht met vier 30mm-MK108-kanonnen die konden worden gebruikt tegen schepen. De gehele bewapening werd bediend vanuit het voorste deel van de romp. Er werd een staartwiellandingsgestel aangebracht. Over de hoeveelheid bemanningsleden bestaat enige twijfel; soms spreekt men over vijf man en soms zelfs over tien man. De bemanning bevond zich echter wel geheel in de van veel glas voorziene cockpit in de rompneus. Deze was als drukcabine uitgevoerd.

## Uitvoeringen
Er werd ook een kleinere uitvoering van de Fw 238 ontwikkeld, de Fw 238H. Het toestel was grotendeels gelijk aan het grotere toestel. Alleen de afmetingen, gewichten en prestaties waren aangepast.

## Technische specificaties

##### Nr. 238 met BMW 803s
Afmetingen:
- Spanwijdte: 52 m.
- Lengte: 35,30 m.
- Hoogte: 8,70 m.
- Vleugeloppervlak: 290 m².

Gewichten:
- Leeggewicht: 55.620 kg.
- Brandstof: 49.500 kg.
- Startgewicht: 114.530 kg.
- Vleugelbelasting: 394,93 kg/m².

Prestaties:
- Maximumsnelheid: 670 km/uur op 8.000 m.
- Kruissnelheid: 500 km/uur op 8.0000 m.
- Landingssnelheid: 130 km/uur.
- Stijgsnelheid: 7 m/s.
- Actieradius: 14.100 km.
- Vliegduur: 29 uur maximaal.

##### Nr. 238 met BMW 801Ds
Afmetingen:
- Spanwijdte: 63 m.
- Lengte: 35,40 m.
- Hoogte: 6,20 m.
- Vleugeloppervlak: 360 m².

Gewichten:
- Leeggewicht: 24.834 kg.
- Brandstof: 28.750 kg.
- Startgewicht: 126.000 kg.
- Vleugelbelasting: 350 kg/m².

Prestaties:
- Maximumsnelheid: 400 km/uur op 5.700 m.
- Kruissnelheid: 310 km/uur op 5.4000 m.
- Landingssnelheid: 110 km/uur.
- Stijgsnelheid: 7,80 m/s.
- Actieradius: 15.000 km.
- Vliegduur: 48 uur maximaal.